# Prgoševo
Prgoševo es un pueblo ubicado en el municipio de Olovo, en el cantón de Zenica-Doboj, Bosnia y Herzegovina.

## Superficie
Posee una superficie de 4,80 kilómetros cuadrados.

## Demografía
Hasta 2013 la población era de 40 habitantes, con una densidad de población de 8,3 habitantes por kilómetro cuadrado.